# Triticella pedicellata
Triticella pedicellata är en mossdjursart som först beskrevs av Joshua Alder 1857.  Triticella pedicellata ingår i släktet Triticella och familjen Triticellidae. Arten är reproducerande i Sverige. Inga underarter finns listade i Catalogue of Life.